# Geografie culturală
Geografia culturală este ramura geografiei umane care are în vedere abordarea teritorială a două dimensiuni:
- sistemul de credințe, valori, obiceiuri care diferențiază grupurile sociale, acestea din urmă fiind identificabile prin limbă, etnie, religie;

- elementele materiale care definesc un anumit standard de viață [diverși indicatori precum: venit pe locuitor, speranță de viață, calorii zilnice, televizoare, mașini, calculatoare, biblioteci publice raportate la numărul de locuitori etc.; dintr-un asemenea punct de vedere, lumea se împarte în state dezvoltate ("Nord") și state în dezvoltare ("Sud")].